# Ошихлібська сільська рада
Оши́хлібська сільська́ ра́да — адміністративно-територіальна одиниця та орган місцевого самоврядування в Кіцманському районі Чернівецької області. Адміністративний центр — село Ошихліби.

## Загальні відомості
- Населення ради: 2 092 особи (станом на 2001 рік)

## Населені пункти
Сільській раді підпорядковані населені пункти:
- с. Ошихліби

## Склад ради
Рада складається з 18 депутатів та голови.
- Голова ради: Канюк Тарас Олександрович
- Секретар ради: Бабюк Леся Василівна

### Керівний склад попередніх скликань
| Прізвище, ім'я, по батькові | Основні відомості                                                 | Дата обрання | Дата звільнення |
| --------------------------- | ----------------------------------------------------------------- | ------------ | --------------- |
| Гордійчук Ярослав Ілліч     | Сільський голова, 1955 року народження, безпартійний              | 26.03.2006   | 31.10.2010      |
| Канюк Тарас Олександрович   | Сільський голова, 1978 року народження, освіта вища, безпартійний | 31.10.2010   |                 |

Примітка: таблиця складена за даними сайту Верховної Ради України

### Депутати
За результатами місцевих виборів 2010 року депутатами ради стали:

#### За суб'єктами висування
| Суб'єкт висування | Кількість обраних депутатів | %   |
| ----------------- | --------------------------- | --- |
| Самовисування     | 18                          | 100 |

#### За округами
| № округу | Прізвище, ім'я, по батькові    | Дата визнання обраним | Освіта  | Партійна приналежність | Відомості про обраного депутата                                             |
| -------- | ------------------------------ | --------------------- | ------- | ---------------------- | --------------------------------------------------------------------------- |
| 1        | Бабюк Іван Олександрович       | 03.11.2010            | середня | позапартійний          | Ошихлібський загальноосвітній навчальний заклад, оператор котельні          |
| 2        | Канюк Галина Петрівна          | 03.11.2010            | вища    | позапартійна           | Держінспекція з карантину рослин м. Чернівці, спеціаліст І категорії        |
| 3        | Король Алла Георгіївна         | 03.11.2010            | вища    | позапартійна           | магазин «Колвік», продавець                                                 |
| 4        | Тріска Ярослав Ярославович     | 03.11.2010            | середня | позапартійний          | тимчасово не працює                                                         |
| 5        | Друцул Василь Георгійович      | 03.11.2010            | вища    | позапартійний          | ТОВ «ТехноторгДОН», механік                                                 |
| 6        | Бурихайло Марія Михайлівна     | 03.11.2010            | вища    | позапартійна           | приватний підприємець                                                       |
| 7        | Липка Ярослав Ілліч            | 03.11.2010            | вища    | позапартійний          | Ошихлібський ДНЗ, оператор котельні                                         |
| 8        | Друцул Орися Іванівна          | 03.11.2010            | вища    | позапартійна           | Кіцманська ЦРЛ, медична сестра                                              |
| 9        | Сороцька Марія Іванівна        | 03.11.2010            | вища    | позапартійна           | Ошихлібський загальноосвітній навчальний заклад, директор                   |
| 10       | Костюк Наталія Іванівна        | 03.11.2010            | вища    | позапартійна           | РВС м. Кіцмань, економіст                                                   |
| 11       | Гордійчук Василь Олександрович | 03.11.2010            | вища    | позапартійний          | Чернівецький обласний державний центр експертизи сортів рослин, начальник   |
| 12       | Мельничук Василь Григорович    | 03.11.2010            | вища    | позапартійний          | Чернівецький обласний державний центр експертизи сортів рослин, механізатор |
| 13       | Гнатюк Петро Васильович        | 03.11.2010            | вища    | позапартійний          | МП «Брук Бет», начальник буд. дільниці                                      |
| 14       | Костюк Володимир Денисович     | 03.11.2010            | вища    | позапартійний          | Кіцманська РДА, начальник управління агропромислового розвитку              |
| 15       | Ключинська Марія Іванівна      | 03.11.2010            | вища    | позапартійна           | Кіцманська ЦРБ, заступник директора                                         |
| 16       | Бабюк Леся Василівна           | 03.11.2010            | вища    | позапартійна           | Ошихлібська сільська рада, секретар                                         |
| 17       | Бойда Сидір Тодорович          | 03.11.2010            | вища    | позапартійний          | пенсіонер                                                                   |
| 18       | Горобець Лідія Василівна       | 03.11.2010            | вища    | позапартійна           | Ошихлібська сільська рада, землевпорядник                                   |